# 권영진 (야구 선수)
권영진(權寧珍, 1984년 11월 18일 ~ )은 KBO 리그 전 SK 와이번스의 선수이다. 대구고등학교 시절까지만 해도 팀의 좌완 투수로 활약했으나 연세대학교 입학 후 내야수겸 지명타자로 포지션을 변경하면서 연세대학교 마운드가 아닌 중심타선에서 맹활약하였다.
2013년 11월 26일 보류선수 명단에서 제외면서 팀을 떠났다.

## 출신학교
- 대구옥산초등학교 졸업
- 대구중학교 졸업
- 대구고등학교 졸업
- 연세대학교 졸업